# Chrysophyllum albidum
Chrysophyllum albidum är en tvåhjärtbladig växtart som beskrevs av George Don jr. Chrysophyllum albidum ingår i släktet Chrysophyllum och familjen Sapotaceae. Inga underarter finns listade i Catalogue of Life.